# Нохыръёхан (приток Левой Хетты)
Нохыръёхан (устар. Нагоръёган, Нагор-Юган) — река на севере Западной Сибири, в Надымском районе Ямало-Ненецкого автономного округа. Один из основных притоков реки Левая Хетта, которая, в свою очередь, впадает в Надым. Длина 65 км. Протекает в таёжной зоне.
На правом берегу реки находится нежилая деревня Вэрыкорт. В 17 км к юго-западу от реки расположен посёлок Приозёрный.

## Данные водного реестра
По данным государственного водного реестра России относится к Нижнеобскому бассейновому округу, водохозяйственный участок реки — Надым. Речной бассейн реки — Надым.
Код объекта в государственном водном реестре — 15030000112115300049280.